# ضرط
ضرط تستخدم للإشارة إلى إطلاق الريح والتي يمكن استخدامها كاسم أو فعل .